# Osmaston by Derby
Osmaston – dzielnica miasta Derby, w Anglii, w Derbyshire, w dystrykcie (unitary authority) Derby. Leży 2,6 km od centrum miasta Derby, 26,6 km od miasta Matlock i 180,6 km od Londynu. W 2001 roku dzielnica liczyła 8134 mieszkańców. W 1901 roku civil parish liczyła 2453 mieszkańców. Osmaston by Derby jest wspomniana w Domesday Book (1086) jako Osmundestune.